# Joachim von Bertrab
Joachim Lambert Robert Herman von Bertrab (1894-1922) est un as de l'aviation allemande de la Première Guerre mondiale crédité de cinq victoires confirmées.

## Biographie
Joachim von Bertrab est né dans le village de Sankt Andreasberg dans le Duché de Brunswick, dans l'Empire allemand. Il commence son service militaire dans le 46e régiment d'artillerie de campagne de son duché, en tant que leutnant.
Après être passé à l'aviation au début de la guerre, Bertrab est d'abord affecté au Feldfliegerabteilung 71, puis au Fokkerstaffel Metz. Après son transfert, alors qu'il sert dans la Jagdstaffel 30 (en) sous les ordres de Hans Bethge (en), Bertrab revendique des victoires sur deux bombardiers Martinsyde G.100 du No. 27 Squadron (en) le 6 avril 1917. Une formation britannique de quatre appareils visait Ath, en Belgique. Bertrab abat un Martinsyde au début de son bombardement, et met le feu à un second sans parvenir à l'abattre. Un peu plus de deux heures plus tard, une attaque de Bertrab sur une formation de Sopwith 1 1/2 Strutters du No. 45 Squadron (en) provoque la collision en plein vol de deux d'entre eux, ne laissant aucun survivant. Bertrab déclare ensuite avoir abattu un Royal Aircraft Factory F.E.2 le 15 mai 1917 au-dessus de Lille,.
Alors qu'il tente de devenir un balloon buster en abattant un ballon d'observation au-dessus de Souchez, en France, Bertrab est abattu par le lieutenant Edward Mannock du 40e escadron le 12 août et fait prisonnier.  Il est ensuite détenu jusqu'à la fin de la guerre dans le camp pour officiers de Raikeswood à Skipton, dans le Yorkshire.
Bertrab préférait voler sur des Albatros D.III ou des Albatros D.V . Son appareil personnel était peint en noir ou en violet foncé, avec des croix de Malte bordées de blanc et une comète peinte sur le côté du fuselage. Bertrab fut décoré de la Croix de fer pour ses actions.